# Beselga (Tomar)
Pour les articles homonymes, voir Beselga.
 (août 2019).
Beselga est une freguesia portugaise située dans le district de Santarém.
Avec une superficie de 13,73 km2 et une population de 880 habitants (2001), la paroisse possède une densité de 64,1 hab/km2.